# 마이토촌
마이토촌(舞戸村)은 아오모리현 니시쓰가루군에 설치되었던 촌이다. 현재의 아지가사와정에 해당한다.

## 연혁
- 1889년 4월 1일 - 정촌제 시행에 의해 니시쓰가루군 마이도촌이 촌제를 시행해 마이도촌이 성립하였다.
- 1955년 3월 31일 - 니시쓰가루군 아지가사와정, 아카이시촌, 나카촌, 나루사와촌과 합병해 아지가사와정을 신설하고 소멸하였다.